# Pendulum (band)
 For alternative betydninger, se Pendulum. (Se også artikler, som begynder med Pendulum)
Pendulum er en drum and bass-gruppe, startet i Perth, Australien. I 2003 flyttede de til England. Gruppen Består af Rob Swire, Gareth McGrillen, Perry ap Gwynedd, Ben Mount (MC Verse), Paul Harding og KJ Sawka (live trommer).

## Medlemmer
- Rob Swire – sang, synth, producer
- Gareth McGrillen – bas, DJ, producer
- Perry ap Gwynedd – guitar
- Paul 'El Hornet' Harding – DJ, producer
- Kevin Joseph Sawka – trommer

### Live-medlemmer
- MC Jakes
- Ben Mount (MC Verse)

## Diskografi
- Hold Your Colour (2005)
- In Silico (2008)
- Immersion (2010)